# Grabos
Grabos je bio najmoćniji ilirski kralj nakon smrti kralja Bardilisa 358. godine pr. Kr. Pripadao je plemenu Grabi (Grabaei, malo pleme koje je naseljavalo područja oko Skadarskog jezera). Ilirska kraljevina je tijekom 4. i 3. stoljeća pr. Kr. predstavljala nezaobilazan faktor u odnosima među zajednicama južnog Balkana. Kralj Grabos je 357. godine pr. Kr. sklopio savez s halkidičkom ligom protiv Makedonije. U Olintusu se se nalazi nedovršeni natpis u čast Grabosa iz Ilirije. Vjerojatno je odbačen jer je halkidička liga smatrala da je savez s Filipom Makedonskim bolji za njih.
Grabos je godine 356. pr. Kr. sklopio sličan savez je s Atenjanima, Lizipom iz Peonije i Cetriporisom iz Trakije kako bi se oduprli sve jačim Makedoncima. U Ateni se nalazi mramorna stela s natpisom u slavu saveznika ukrašena na vrhu reljefom koji prikazuje konja koji se propinje. 
Ipak, Filip II. je napao njihov savez prije nego što su uspjeli udružiti snage. U velikoj bitci, Parmenion je porazio Grabosa koji je nakon toga morao prihvatiti Makedonsku vlast. 